# Titularbistum Abila Lysaniae
Abila Lysaniae (ital.: Abila di Lisania) ist ein Titularbistum der römisch-katholischen Kirche. 
Es geht zurück auf einen früheren Bischofssitz in der antiken Stadt Suq-Uadi-Barada, die sich in der Landschaft Phönizien in Syrien befand. Das Bistum gehörte der Kirchenprovinz Damascus an.
| Titularbischöfe von Abila Lysaniae |                                     | |                    |                    |
| Nr.                                | Name                                | Amt | von                | bis                |
| 1                                  | Juan Bautista Pes Polo OCarm        | | 20. September 1728 |                    |
| 2                                  | John Menzies Strain                 | Apostolischer Vikar des Eastern District (Vereinigtes Königreich Großbritannien und Irland)              | 2. September 1864  | 15. März 1878      |
| 3                                  | Alphonse-Hilarion Fraysse SM        | Apostolischer Vikar von Neukaledonien                                                                    | 6. April 1880      | 18. September 1905 |
| 4                                  | Aloys Schäfer                       | Apostolischer Vikar in den Sächsischen Erblanden Apostolischer Präfekt der Oberlausitz (Deutsches Reich) | 4. April 1906      | 5. September 1914  |
| 5                                  | Joseph Shanahan (Ignatius Shanahan) | Apostolischer Vikar von Südnigeria (Nigeria Kolonie)                                                     | 22. April 1920     | Dezember 1943      |
| 6                                  | Louis Delmotte                      | Altbischof von Tournai (Belgien)                                                                         | 8. Juli 1945       | 29. August 1957    |
| 7                                  | Enrique Principe                    | Weihbischof in Santa Fe (Argentinien)                                                                    | 28. November 1957  | 7. Oktober 1974    |
| 8                                  | John Adel Elya BS                   | Weihbischof in Newton (USA)                                                                              | 21. März 1986      | 25. November 1993  |
| 9                                  | Georges Kahhalé Zouhaïraty BA       | Apostolischer Exarch von Venezuela                                                                       | 12. Oktober 1995   |                    |